# Rajd Internationale Donau – Elan 1971
Rajd Dunaju 1971 (8. Internationale Donau – Elan – Rallye 1971) – 8. edycja rajdu samochodowego Rajd Dunaju rozgrywanego w Rumunii. Rozgrywany był od 12 do 14 sierpnia 1971 roku. Była to dwunasta runda Rajdowych Mistrzostw Europy w roku 1971.

## Klasyfikacja rajdu
| Miejsce                | Kierowca                 | Pilot                  | Samochód                | Czas                   | Strata                 |                        |
| Klasyfikacja generalna | Klasyfikacja generalna   | Klasyfikacja generalna | Klasyfikacja generalna  | Klasyfikacja generalna | Klasyfikacja generalna | Klasyfikacja generalna |
| ---------------------- | ------------------------ | ---------------------- | ----------------------- | ---------------------- | ---------------------- | ---------------------- |
| 1.                     | Günther Janger           | Hans Siebert           | Volkswagen Käfer 1302 S | 2:05:50                | 0.0                    |                        |
| 2.                     | Sobiesław Zasada         | Marian Bień            | BMW 2002 Ti             | 2:07:11                | +1:21                  |                        |
| 3.                     | Walter Pöltinger         | Johan-Hans Hartinger   | Porsche 911 S           | 2:08:26                | +2:36                  |                        |
| 4.                     | Victor Dietmayer         | Hans Peter Moser       | BMW 2002 Ti             | 2:08:34                | +2:44                  |                        |
| 5.                     | Heinz Böck               | Hagen Kohlbacher       | Mazda RX-2              | 2:11:55                | +6:05                  |                        |
| 6.                     | Hans Britth              | Hans Reppling          | Opel Kadett             | 2:16:19                | +10:29                 |                        |
| 7.                     | Carl Christian Schindler | Walter Wessiak         | Volkswagen Käfer 1302 S | 2:19:47                | +13:57                 |                        |
| 8.                     | Robert Mucha             | Błażej Krupa           | Polski Fiat 125p 1500   | 2:27:35                | +21:45                 |                        |
| 9.                     | Ryszard Żyszkowski       | Piotr Mystkowski       | Polski Fiat 125p 1500   | 3:20:45                | +1:14:55               |                        |
| 10.                    | Ștefan Iancovici         | Gh. Ficiu              | Renault 8 Gordini       | 4:11:53                | +2:06:03               |                        |
| Klasyfikacja ERC       |                          |                        |                         |                        |                        |                        |
| 1.                     | Günther Janger           | Hans Siebert           | Volkswagen Käfer 1302 S | 2:05:50                | 0.0                    |                        |
| 2.                     | Sobiesław Zasada         | Marian Bień            | BMW 2002 Ti             | 2:07:11                | +1:21                  |                        |
| 3.                     | Walter Pöltinger         | Johan-Hans Hartinger   | Porsche 911 S           | 2:08:26                | +2:36                  |                        |
| 4.                     | Victor Dietmayer         | Hans Peter Moser       | BMW 2002 Ti             | 2:08:34                | +2:44                  |                        |
| 5.                     | Heinz Böck               | Hagen Kohlbacher       | Mazda RX-2              | 2:11:55                | +6:05                  |                        |
| 6.                     | Hans Britth              | Hans Reppling          | Opel Kadett             | 2:16:19                | +10:29                 |                        |
| 7.                     | Carl Christian Schindler | Walter Wessiak         | Volkswagen Käfer 1302 S | 2:19:47                | +13:57                 |                        |
| 8.                     | Ryszard Żyszkowski       | Piotr Mystkowski       | Polski Fiat 125p 1500   | 3:20:45                | +1:14:55               |                        |
| 9.                     | Ștefan Iancovici         | Gh. Ficiu              | Renault 8 Gordini       | 4:11:53                | +2:06:03               |                        |
| 10.                    | Herbert Grünsteidl       | Werner Taurok          | BMW 2002 Ti             | 4:29:49                | +2:23:59               |                        |